# Lala (Lanao del Norte)
Lala is een gemeente in de Filipijnse provincie Lanao del Norte in het noorden van het eiland Mindanao. Bij de laatste census in 2007 had de gemeente ruim 58 duizend inwoners.

## Geografie

### Bestuurlijke indeling
Lala is onderverdeeld in de volgende 27 barangays:
| - Abaga - Andil - Cabasagan - Camalan - Darumawang Bucana - Darumawang Ilaya - El Salvador - Gumagamot - Lala Proper - Lanipao - Magpatao - Maranding - Matampay Bucana - Matampay Ilaya | - Pacita - Pendolonan - Pinoyak - Raw-an - Rebe - San Isidro Lower - San Isidro Upper - San Manuel - Santa Cruz Lower - Santa Cruz Upper - Simpak - Tenazas - Tuna-an |

## Demografie
Lala had bij de census van 2007 een inwoneraantal van 58.395 mensen. Dit zijn 1.948 mensen (3,5%) meer dan bij de vorige census van 2000. De gemiddelde jaarlijkse groei komt daarmee uit op 0,47%, hetgeen lager is dan het landelijk jaarlijks gemiddelde over deze periode (2,04%). Vergeleken met de census van 1995 is het aantal mensen met 2.507 (4,5%) toegenomen.

De bevolkingsdichtheid van Lala was ten tijde van de laatste census, met 58.395 inwoners op 140,25 km², 416,4 mensen per km².